# Чемпіонат Львівського окружного футбольного союзу 1921
Чемпіонат Львівського окружного футбольного союзу 1921 (пол. Mistrzostwo Lwowskiego Związku Okręgowego Piłki Nożnej 1921) — футбольні змагання за титул чемпіона Львівського окружного футбольного союзу, які проводились на території Станиславівського, Тернопільського та Львівського (без Ряшева) воєводств. Змагання проходили в трьох класах: Клас «A», Клас «B» та Клас «C».
Чемпіон округу мав взяти участь у чемпіонаті Польщі, а переможець Класу «B» у чемпіонаті Польщі по класу «B».

## Клас «A»
У класі «A» залишили тільки дві команди: львівські «Поґонь» та «Чарні», щоб встигнути провести змагання до початку Чемпіонату Польщі. Оскільки чемпіон львівського округу, разом з переможцями інших округів, мали визначити чемпіона країни.
Чемпіонами округу стали футболісти «Погоні», у складі якої виступали: Мечислав Кухар, Тадеуш Іґнаровіч, Францішек Пьотровський, Едвард Ґуліч, Людвік Шнайдер, Казімеж Вуйціцький, Мечислав Бач, Юзеф Ґарбєнь, Вацлав Кухар, Юзеф Слонецький, Артур Пацовський.
| М  | Команда/Місто       | 1   | 2    | І | В | Н | П | М'ячі | СМ   | О |
| -- | ------------------- | --- | ---- | - | - | - | - | ----- | ---- | - |
|    | КС Поґонь Львів     |     | 2:21 | 2 | 1 | 1 | 0 | 7 : 2 | 3,5  | 3 |
| 2. | 1.ЛКС «Чарні» Львів | 0:5 | -    | 2 | 0 | 1 | 1 | 2 : 7 | 0,28 | 1 |

1 — матч «Поґонь» — «Чарні» завершився з рахунком — 2:1.
1.ЛКС «Чарні» подали протест, оскільки на 43-й хвилині другого тайму після удару Савки («Чарні») по воротах «Поґоні», м'яч зрикошетивши від захисника «Поґоні» попав до Шафара («Чарні»), який забив гол. Суддя гол не зарахував визначивши офсайд. Львівський окружний футбольний союз признав слушність протесту, й ухвалив неординарне рішення, результат матчу анулював і затвердив рахунок 2:2.

## Клас «B»
У класі «B» виступали шість команд. Переможець здобував право грати в чемпіонаті Польщі по класу «B» та перехід у клас «А» на наступний сезон.
Як і в інших класах більшість матчів закінчувались протестами команд що програли, які були незадоволені діями судді, суперників чи глядачів на трибунах. Станом на початок чемпіонату Польщі по класу «B» не було остаточно ухвалене рішення по чотирьох матчах, тому в турнірній таблиці вони не враховані.
| М  | Команда/Місто            | 1    | 2    | 3    | 4    | 5    | 6    | І | В | Н | П | М'ячі   | СМ   | О  |
| -- | ------------------------ | ---- | ---- | ---- | ---- | ---- | ---- | - | - | - | - | ------- | ---- | -- |
| 1. | «Поґонь ІІ» Львів        |      | 4:2  | 4:2  | -:-1 | 2:1  | 5:1  | 9 | 8 | 0 | 1 | 31 : 10 | 3,1  | 16 |
| 2. | ЛКС «Лехія» Львів        | 1:0  |      | 3:2  | 3:1  | 5:0* | 4:1  | 9 | 7 | 1 | 1 | 28 : 12 | 2,33 | 15 |
| 3. | ПКС «Полонія» Перемишль  | 1:3  | -:-2 |      | 4:0  | 3:1  | 5:0* | 8 | 4 | 0 | 4 | 19 : 13 | 1,46 | 8  |
| 4. | ЖКС Львів                | 1:3  | 2:5  | 0:1  |      | 3:2  | 5:0* | 9 | 3 | 0 | 6 | 19 : 27 | 0,7  | 6  |
| 5. | «Чарні ІІ» Львів         | 1:5  | 1:4  | -:-3 | 7:2  |      | 4:1  | 8 | 2 | 0 | 6 | 17 : 25 | 0,68 | 4  |
| 6. | СКС «Ревера» Станиславів | 0:5* | 1:1  | 2:1  | 2:5  | -:-4 |      | 9 | 1 | 1 | 7 | 8 : 35  | 0,23 | 3  |

* — технічний результат (неявка).
Матчі, які не враховані в таблиці:
1- під час матчу 27.06.1921 р. «Поґонь ІІ» — ЖКС — після пропущеного голу єврейська команда зійшла з поля. Через деякий час знову вийшла на поле, намагаючись безуспішно вмовити суддю відмінити гол. Матч так і не завершено.
2- результат матчу 15.05.1921 р. «Полонія» — «Лехія» — 5:0. «Лехія» не задоволена неспортивною поведінкою перемишельської команди та поведінкою глядачів на трибунах подала протест. ЛОФС зарахував «Полонії» поразку 0:5. Не задоволена таким рішенням «Полонія» подала протест до Польського футбольного союзу (ПФС). ПФС в кінці року ухвалив рішення розглянути протест «Полонії», наразі рішення не відоме.
3- матч 19.06.1921 р. «Полонія» — «Чарні II» було зупинено на 10-й хвилині через проливний дощ (обидва матчі між «Полонією» та «Чарні II» проходили в Перемишлі).
4- матч між «Реверою» Станиславів та «Чарні II» не було завершено, оскільки станиславівська команда зійшла з поля.

## Клас «C»
1921 року вперше пройшов турнір серед команд класу «C». Змагання мали завершитись фінальним турніром в якому мали виступити переможці підокругів: Львівського, Перемишельського, Стрийського та Станиславівського. Переможець фінального турніру здобував право переходу на наступний сезон до класу «B». У разі якщо цього року не вдасться закінчити змагання, завершення турніру відбудеться на початку наступного року. Але фінал мабуть так і не відбувся, тим більше клас «B» розширили і всі переможці підокругів підвищились у ранзі.
У львівському підокрузі виступав лише один самостійний клуб — «Леополія», решта учасників були другі-четверті команди клубів класів «A» та «B». Та і він мабуть не провів жодного матчу, на перші матчі команда не з'являлася, а на наступні тури їх вже не включали в календар, ймовірно зняли з турніру.
На разі не має інформації про участь команд стрийщини у турнірі, скоріш за все у стрийському підокрузі змагання не відбулись.
| ЛЬВІВСЬКИЙ ПІДОКРУГ                    |
| -------------------------------------- |
| Фінал за 1-ше місце:                   |
| «Лехія III» Львів − «Поґонь III» Львів |
| 0:2                                    |

| М  | Команда/Місто      | 1   | 2   | 3    | 4   | 5   | 6   | 7    | 8    | І | В | Н | П | М'ячі | СМ | О |
| -- | ------------------ | --- | --- | ---- | --- | --- | --- | ---- | ---- | - | - | - | - | ----- | -- | - |
| 1. | «Лехія III» Львів  |     |     | 1:0  |     | ?   | ?   | ?    | ?    |   |   |   |   |       |    |   |
| 2. | «Поґонь III» Львів | 2:3 |     | 3:2  | 9:1 |     | 6:2 | 14:0 | ?    |   |   |   |   |       |    |   |
| …  | ЖКС II Львів       | 2:4 | 0:0 |      |     |     |     |      | 5:0* |   |   |   |   |       |    |   |
| …  | «Чарні ІІІ» Львів  | 4:1 | 0:4 | ?    |     | 1:3 | ?   | ?    |      |   |   |   |   |       |    |   |
| …  | «Чарні IV» Львів   | ?   | ?   | ?    | 0:8 |     |     | ?    | ?    |   |   |   |   |       |    |   |
| …  | «Лехія II» Львів   | ?   |     | 0:2  |     |     |     |      |      |   |   |   |   |       |    |   |
| …  | «Поґонь IV» Львів  | ?   | 0:8 | 0:5* |     | ?   |     |      | ?    |   |   |   |   |       |    |   |
| …  | «Леополія» Львів   |     |     | 0:5* |     |     |     |      |      |   |   |   |   |       |    |   |

| М  | Команда/Місто           | 1    | 2   | 3    | 4   | І | В | Н | П | М'ячі | СМ   | О  |
| -- | ----------------------- | ---- | --- | ---- | --- | - | - | - | - | ----- | ---- | -- |
| 1. | «Полонія II» Перемишль  |      | 3:1 | 10:0 | 8:0 | 6 | 5 | 0 | 1 | 38:5  | 7,6  | 10 |
| 2. | ЖКС «Гаґібор» Перемишль | 4:3  |     | 5:0  | 5:0 | 6 | 5 | 0 | 1 | 23:8  | 2,87 | 10 |
| 3. | ЖКС «Гашахер» Перемишль | 0:3  | 2:7 |      | 4:0 | 6 | 1 | 1 | 4 | 7:26  | 0,27 | 3  |
| 4. | РКС «Лябор» Перемишль   | 0:11 | 0:1 | 1:1  |     | 6 | 0 | 1 | 5 | 1:30  | 0,03 | 1  |

| М  | Команда/Місто            | 1   | 2   | І | В | Н | П | М'ячі | СМ  | О |
| -- | ------------------------ | --- | --- | - | - | - | - | ----- | --- | - |
| 1. | ЖКС «Гакоах» Станиславів |     | 4:1 | 2 | 1 | 1 | 0 | 6:3   | 2   | 3 |
| 2. | КС «Йордан» Станиславів  | 2:2 |     | 2 | 0 | 1 | 1 | 3:6   | 0,5 | 1 |

* — технічний результат (неявка).

## Чемпіонат Польщі
В 1921 році пройшов перший чемпіонат Польщі, в якому змагались переможці округів. Змагання проходили в двох класах, в класі «A» та класі «B».

### Клас «A»
П'ять переможців окружних змагань визначили чемпіона Польщі. Представник львівського округу «Поґонь», виступила невдало, зайняла тільки четверте місце, хоча разом з «Краковією» вважалась фаворитом змагань. Слід додати що на матч у Познані львів'яни вийшли у десятьох, через хворобу одного з гравців.
Підсумкова турнірна таблиця
| М  | Команда/Місто     | І | В | Н | П | М'ячі | СМ   | О  |
| -- | ----------------- | - | - | - | - | ----- | ---- | -- |
|    | «Краковія» Краків | 8 | 7 | 1 | 0 | 31:7  | 4,43 | 15 |
|    | «Полонія» Варшава | 8 | 5 | 0 | 3 | 13:9  | 1,44 | 10 |
| 3. | «Варта» Познань   | 8 | 3 | 2 | 3 | 14:24 | 0,58 | 8  |
| 4. | «Поґонь» Львів    | 8 | 3 | 0 | 5 | 19:13 | 1,46 | 6  |
| 5. | ЛКС Лодзь         | 8 | 0 | 1 | 7 | 7:31  | 0,22 | 1  |

| Львів | Виїзд |
| 2:5   | 0:2   |
| 0:1   | 0:1   |
| 7:0   | 2:3   |
| -     |       |
| 6:1   | 2:0   |

### Клас «B»
Єдиний раз в міжвоєнній Польщі відбулись змагання в класі «B». В турнірі взяли участь переможці класів «B» окружних змагань. Дублери львівської «Погоні» виступили ще гірше своїх старших товаришів. На два матчі команда взагалі не вийшла через некомплект, оскільки футболісти які вже виступали хоч раз за основну команду, не мали права грати в другій команді, а на матч в Лодзі вийшли переважно юніори.
Підсумкова турнірна таблиця
| М  | Команда/Місто        | І | В | Н | П | М'ячі | СМ   | О  |
| -- | -------------------- | - | - | - | - | ----- | ---- | -- |
|    | «Краковія II» Краків | 6 | 5 | 1 | 0 | 31:7  | 2,66 | 11 |
|    | «Уніон» Лодзь        | 6 | 3 | 2 | 1 | 15:13 | 1,92 | 8  |
| 3. | АЗС Варшава          | 6 | 2 | 1 | 3 | 13:15 | 0,86 | 5  |
| 4. | «Поґонь II» Львів    | 6 | 0 | 0 | 6 | 6:31  | 0,19 | 0  |

| Львів | Виїзд |
| 0:51  | 4:5   |
| 1:3   | 1:8   |
| 0:5*  | 0:5*  |
| -     |       |

* — неявка на матч.
1 — результат матчу «Поґонь II» Львів — «Краковія II» Краків 0:3 анульовано. Львів'янам зараховано поразку 0:5 за участь у грі футболіста, котрий вже виступав за основну команду.